# Elektrum

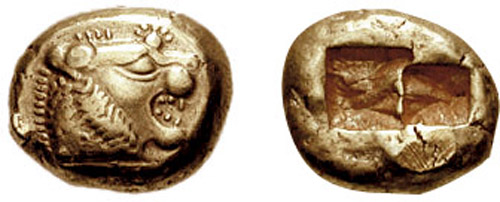
Moneta z VI wieku p.n.e. wykonana z elektrum

Elektrum, elektron – minerał z grupy pierwiastków rodzimych będący stopem złota i srebra (ponad 20%), z niewielką ilością miedzi oraz żelaza.
Także otrzymywany sztucznie stop złota i srebra.
Nazwa wywodzi się od bladożółtej barwy przypominającej bursztyn (łac. electrum, gr. ἤλεκτρον ēlektron ‘bursztyn’).

## Właściwości
- Układ krystalograficzny regularny, rzadko sześcienny lub ośmiościenny.
- Twardość: 2,5 w skali Mohsa.
- Rysa: bladozłocista i połyskująca.
- Barwa: srebrzystobiała lub jasnożółta.
- Przełam: haczykowaty.
- Połysk: metaliczny.

Minerał bardzo rzadki. Występuje w skupieniach zbitych oraz nieforemnych.
Złoto rodzime zawiera od 2 do 20% srebra, z tego powodu jest jaśniejsze. Złoto bogate w domieszkę srebra (ok. 20%) już przez Pliniusza było zwane elektrum.

## Występowanie
Elektrum występuje w niektórych złożach hydrotermalnych.
Miejsca występowania: Rosja – Ałtaj, Ural; Rumunia – Siedmiogród (Roșia Montană).
W Polsce śladowe ilości tego minerału stwierdzono w obrębie dolnośląskich, cechsztyńskich łupków miedzionośnych.

## Zastosowanie
- pierwsze w historii ludzkości monety wykonywano z elektrum
- jest rudą złota
- interesujący dla naukowców, jubilerów i kolekcjonerów.